# Lèmur ratolí de Simmons
El lèmur ratolí de Simmons (Microcebus simmonsi) és un quirogalèid que viu a l'àrea protegida de Betampona i el Parc Nacional de Zahamena, a la província malgaixa de Toamasina. No està estretament relacionat amb cap altre lèmur ratolí. L'espècie fou anomenada en honor de Lee Simmons, director del Zoo Henry Doorly a Omaha, pel seu suport a projectes ecologistes d'arreu del món. El lèmur ratolí de Simmons és el lèmur ratolí més gran conegut. Té el pelatge dorsal vermell fosc-marró ataronjat, mentre que el ventre és blanc. Té una ratlla blanca a dalt del cap. El cos mesura 98 mm i la cua 149 mm. Pesa uns 78 grams.